# Bjurfors (fastighetsmäklare)
Bjurfors Sverige AB är ett svenskt fastighetsmäklarföretag. Det är ett av Sveriges största och äldsta privatägda mäklarföretag. Företaget grundades 1965 av Ragnar Bjurfors och har 2024 cirka 600 anställda och cirka 90 kontor i Sverige och Spanien.
Företagets huvudsakliga tjänst är förmedling av bostäder, främst villor, bostadsrätter och fritidshus. Företaget är även verksamt inom kommersiella fastigheter samt nyproduktion. Huvudkontoren ligger i Stockholm, Göteborg och Malmö. Företaget ägs av Ola Lundqvist och Mats Ljung. Sedan 2024 ägs en minoritetsandel av Real Alliance.